# Brittiska F3-mästerskapet 1996
Brittiska F3-mästerskapet 1996 var ett race som vanns av Ralph Firman.

## Slutställning
| Plats | Förare             | Poäng |
| ----- | ------------------ | ----- |
| 1     | Ralph Firman       | 188   |
| 2     | Kurt Mollekens     | 148   |
| 3     | Jonny Kane         | 146   |
| 4     | Nicolas Minassian  | 139   |
| 5     | Juan Pablo Montoya | 137   |
| 6     | Guy Smith          | 132   |